# 海洋一号卫星
海洋一号是中国的一系列海洋水色卫星。首星海洋一号A星于2002年5月15日发射，至今一共发射4颗。

## 历史
海洋一号A星是中国的第一颗海洋卫星，主要用于海洋水色、水温环境要素探测。
海洋一号B星是海洋一号A星的后继星，提高了观测能力和精度，并延长了寿命。
海洋一号C星是中国民用空间基础设施规划的首颗海洋业务卫星，与海洋一号D星组成星座，装载了海洋水色水温扫描仪、海岸带成像仪、紫外成像仪、星上定标光谱仪和船舶自动识别系统等载荷。

## 发射列表
| 发射时间      | 卫星编号    | 运载火箭           | 发射场           | 轨道         | 结果 |
| ------------- | ----------- | ------------------ | ---------------- | ------------ | ---- |
| 2002年5月15日 | 海洋一号A星 | 长征四号乙运载火箭 | 太原卫星发射中心 | 太阳同步轨道 | 成功 |
| 2007年4月11日 | 海洋一号B星 | 长征二号丙运载火箭 | 太原卫星发射中心 | 太阳同步轨道 | 成功 |
| 2018年9月7日  | 海洋一号C星 | 长征二号丙运载火箭 | 太原卫星发射中心 | 太阳同步轨道 | 成功 |
| 2020年6月10日 | 海洋一号D星 | 长征二号丙运载火箭 | 太原卫星发射中心 | 太阳同步轨道 | 成功 |